# Carolina Luisa de Hesse-Darmstadt
Carolina Luisa de Hesse-Darmstadt (11 de julio de 1723 - 8 de abril de 1783), fue una princesa consorte de Baden, artista, científica, coleccionista y salonista alemana.

## Biografía
Hija del landgrave Luis VIII de Hesse-Darmstadt y de Carlota de Hanau-Lichtenberg, se casó el 28 de enero de 1751 con el margrave Carlos Federico I de Baden.
Carolina Luisa fue descrita como letrada; hablaba cinco idiomas, mantenía correspondencia con Voltaire e hizo de Karlsruhe un centro cultural en Alemania, donde contó con Johann Gottfried von Herder, Johann Caspar Lavater, Johann Wolfgang von Goethe, Friedrich Gottlieb Klopstock, Christoph Willibald Gluck y Christoph Martin Wieland entre sus huéspedes. Fue miembro de la orquesta de la corte de Baden y de la Academia Danesa de Bellas Artes, dibujaba, pintaba, y tenía un juego de laboratorio en el Palacio de Karlsruhe. Carl von Linné y Friedrich Wilhelm von Leysser fueron contratados para recoger plantas para ella. Con su apoyo, logró hacer un jabón y velas de fábrica. Su salud se arruinó por una caída en 1779, y murió por un golpe durante un viaje con su hijo.
Sus colecciones fueron la base de la Staatliche Kunsthalle Karlsruhe, el museo de Karlsruhe de ciencias naturales.

## Hijos

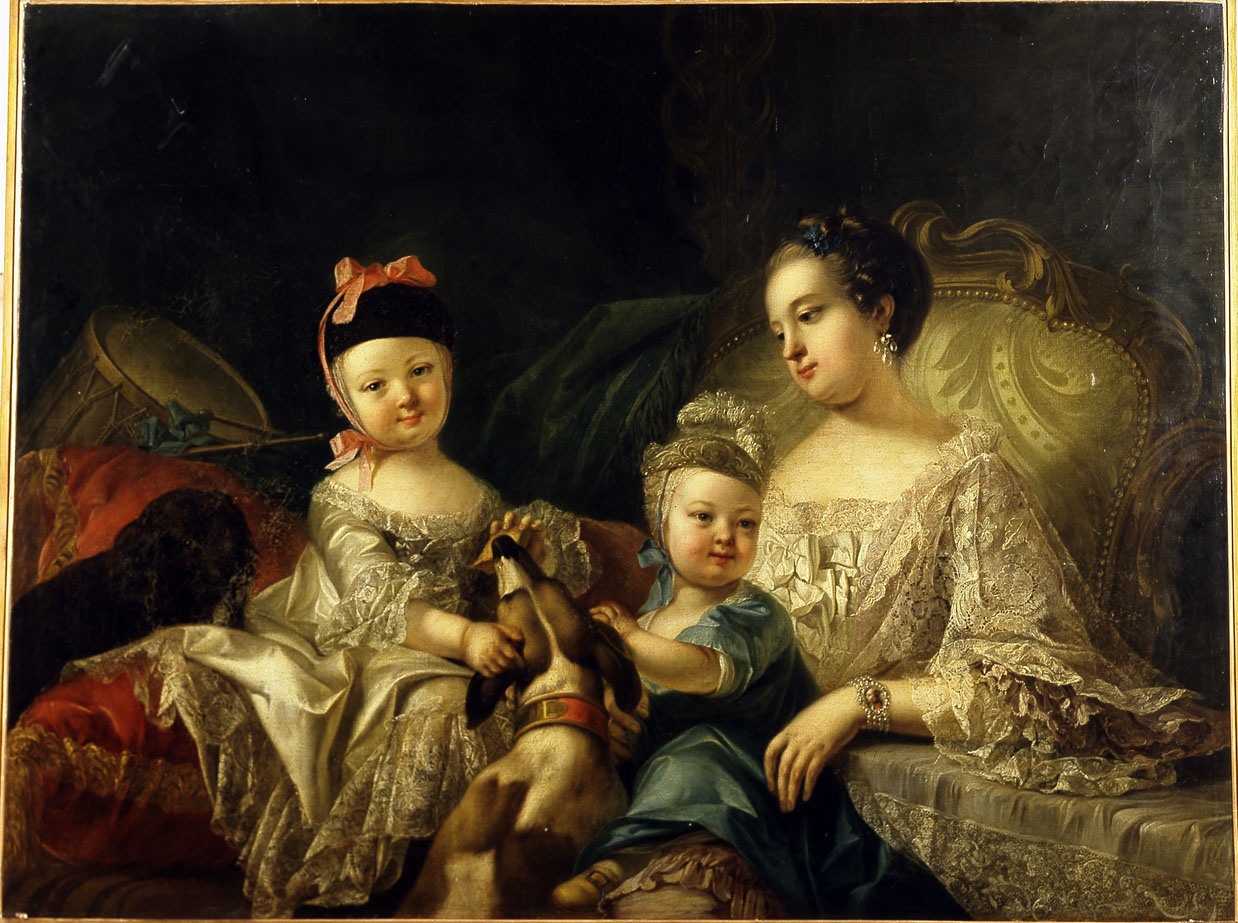
Carolina Luisa con sus hijos Carlos Luis y Federico.

- Carlos Luis (14 de febrero de 1755-16 de diciembre de 1801). El hijo de Carlos Luis, Carlos II de Baden, sucedió a Carlos Federico I de Baden como gran duque a la muerte de éste en 1811.
- Federico (29 de agosto de 1756-28 de mayo de 1817) se casó el 9 de diciembre de 1791 con Luisa de Nassau-Usingen (16 de agosto de 1776-19 de febrero de 1829), hija del duque Federico de Nassau-Usingen.
- Luis (9 de febrero de 1763-30 de marzo de 1830) se casó con la condesa Catalina Werner von Langenstein en 1818. Luis sucedió a su sobrino, Carlos II de Baden, como tercer gran duque en 1818.
- Hijo (29 de julio de 1764-29 de julio de 1764).
- Luisa Augusta (8 de enero de 1767-11 de enero de 1767).

## Títulos y tratamientos
- 11 de julio de 1723-28 de enero de 1751: Su Alteza Serenísima la landgravina Carolina Luisa de Hesse-Darmstadt.
- 28 de enero de 1751-21 de octubre de 1771: Su Alteza Serenísima la margravina de Baden-Durlach.
- 21 de octubre de 1771-8 de abril de 1783: Su Alteza Serenísima la margravina de Baden.

## Ancestros
|  |                                               |  |  |  |  |  |  |  |  |  |  |  |  |  |  |  |
|  | Luis VI de Hesse-Darmstadt                    |  |  |  |  |  |  |  |  |  |  |  |  |  |  |  |
|  |                                               |  |  |  |  |  |  |  |  |  |  |  |  |  |  |  |
|  |                                               |  |  |  |  |  |  |  |  |  |  |  |  |  |  |  |
|  | Ernesto Luis de Hesse-Darmstadt               |  |  |  |  |  |  |  |  |  |  |  |  |  |  |  |
|  |                                               |  |  |  |  |  |  |  |  |  |  |  |  |  |  |  |
|  |                                               |  |  |  |  |  |  |  |  |  |  |  |  |  |  |  |
|  | Isabel Dorotea de Sajonia-Gotha-Altenburgo    |  |  |  |  |  |  |  |  |  |  |  |  |  |  |  |
|  |                                               |  |  |  |  |  |  |  |  |  |  |  |  |  |  |  |
|  |                                               |  |  |  |  |  |  |  |  |  |  |  |  |  |  |  |
|  | Luis VIII de Hesse-Darmstadt                  |  |  |  |  |  |  |  |  |  |  |  |  |  |  |  |
|  |                                               |  |  |  |  |  |  |  |  |  |  |  |  |  |  |  |
|  |                                               |  |  |  |  |  |  |  |  |  |  |  |  |  |  |  |
|  | Alberto V de Brandeburgo-Ansbach              |  |  |  |  |  |  |  |  |  |  |  |  |  |  |  |
|  |                                               |  |  |  |  |  |  |  |  |  |  |  |  |  |  |  |
|  |                                               |  |  |  |  |  |  |  |  |  |  |  |  |  |  |  |
|  | Dorotea Carlota de Brandeburgo-Ansbach        |  |  |  |  |  |  |  |  |  |  |  |  |  |  |  |
|  |                                               |  |  |  |  |  |  |  |  |  |  |  |  |  |  |  |
|  |                                               |  |  |  |  |  |  |  |  |  |  |  |  |  |  |  |
|  | Sofia Margarita de Oettingen                  |  |  |  |  |  |  |  |  |  |  |  |  |  |  |  |
|  |                                               |  |  |  |  |  |  |  |  |  |  |  |  |  |  |  |
|  |                                               |  |  |  |  |  |  |  |  |  |  |  |  |  |  |  |
|  | Landgravina Carolina Luisa de Hesse-Darmstadt |  |  |  |  |  |  |  |  |  |  |  |  |  |  |  |
|  |                                               |  |  |  |  |  |  |  |  |  |  |  |  |  |  |  |
|  |                                               |  |  |  |  |  |  |  |  |  |  |  |  |  |  |  |
|  | Juan Reinardo II de Hanau-Lichtenberg         |  |  |  |  |  |  |  |  |  |  |  |  |  |  |  |
|  |                                               |  |  |  |  |  |  |  |  |  |  |  |  |  |  |  |
|  |                                               |  |  |  |  |  |  |  |  |  |  |  |  |  |  |  |
|  | Juan Reinardo III de Hanau-Lichtenberg        |  |  |  |  |  |  |  |  |  |  |  |  |  |  |  |
|  |                                               |  |  |  |  |  |  |  |  |  |  |  |  |  |  |  |
|  |                                               |  |  |  |  |  |  |  |  |  |  |  |  |  |  |  |
|  | Ana Magdalena de Birkenfeld-Bischweiler       |  |  |  |  |  |  |  |  |  |  |  |  |  |  |  |
|  |                                               |  |  |  |  |  |  |  |  |  |  |  |  |  |  |  |
|  |                                               |  |  |  |  |  |  |  |  |  |  |  |  |  |  |  |
|  | Carlota Cristina Magdalena Juana de Hanau     |  |  |  |  |  |  |  |  |  |  |  |  |  |  |  |
|  |                                               |  |  |  |  |  |  |  |  |  |  |  |  |  |  |  |
|  |                                               |  |  |  |  |  |  |  |  |  |  |  |  |  |  |  |
|  | Juan Federico de Brandeburgo-Ansbach          |  |  |  |  |  |  |  |  |  |  |  |  |  |  |  |
|  |                                               |  |  |  |  |  |  |  |  |  |  |  |  |  |  |  |
|  |                                               |  |  |  |  |  |  |  |  |  |  |  |  |  |  |  |
|  | Dorotea Federica de Brandeburgo-Ansbach       |  |  |  |  |  |  |  |  |  |  |  |  |  |  |  |
|  |                                               |  |  |  |  |  |  |  |  |  |  |  |  |  |  |  |
|  |                                               |  |  |  |  |  |  |  |  |  |  |  |  |  |  |  |
|  | Juana Isabel de Baden-Durlach                 |  |  |  |  |  |  |  |  |  |  |  |  |  |  |  |
|  |                                               |  |  |  |  |  |  |  |  |  |  |  |  |  |  |  |
|  |                                               |  |  |  |  |  |  |  |  |  |  |  |  |  |  |  |